# João de Lobeira
João de Lobeira, (esetleg: João Lobeira (1233 körül – 1285) portugál trubadúrköltő.
Egyes korabeli források szerint ő az Amadís de Gaula első két könyvének szerzője, mára azonban egyre több információ mutat abba az irányba, hogy az Amadís az 1300-as években készülhetett. Eddig nem találtak portugál nyelvű manuszkriptet sem, ami szintén azt jelzi, hogy kevés a valószínűsége a két Lobeira jelentős közreműködésének.